# Варцо
Ва̀рцо (на италиански: Varzo, на местен диалект: Varsc, Варш) е село и община в Северна Италия, провинция Вербано-Кузио-Осола, регион Пиемонт. Разположено е на 568 m надморска височина. Населението на общината е 2108 души (към 2013 г.).